# La Codolosa
La Codolosa, també anomenada la Lliça, és una antiga masia fortificada, considerada bé cultural d'interès local, que es troba al nucli urbà de Torelló (Osona).

## Arquitectura
Construcció de planta rectangular amb coberta a quatre vessants. Consta de planta baixa i dos pisos. L'any 2002 es va reformar i dividir en dos habitatges. Actualment, de l'edifici original només se'n conserva la façana, orientada a llevant. En aquesta, hi ha un portal adovellat i dues finestres de tipus conopial. Formant angle recte amb aquest cos, n'hi ha un altre que consta de planta baixa i dos pisos, en els quals s'hi obren galeries sostingudes per pilars. Les llindes dels portals del primer pis estan decorades. Al sector de llevant, i seguint el cos de galeries, se n'hi obren unes altres amb arcs de mig punt a nivell del segon i primer pis. L'estat de conservació de l'edifici és regular, doncs, malgrat l'interès arquitectònic que presenta, ha sofert transformacions modernes que desmereixen l'arquitectura primitiva.

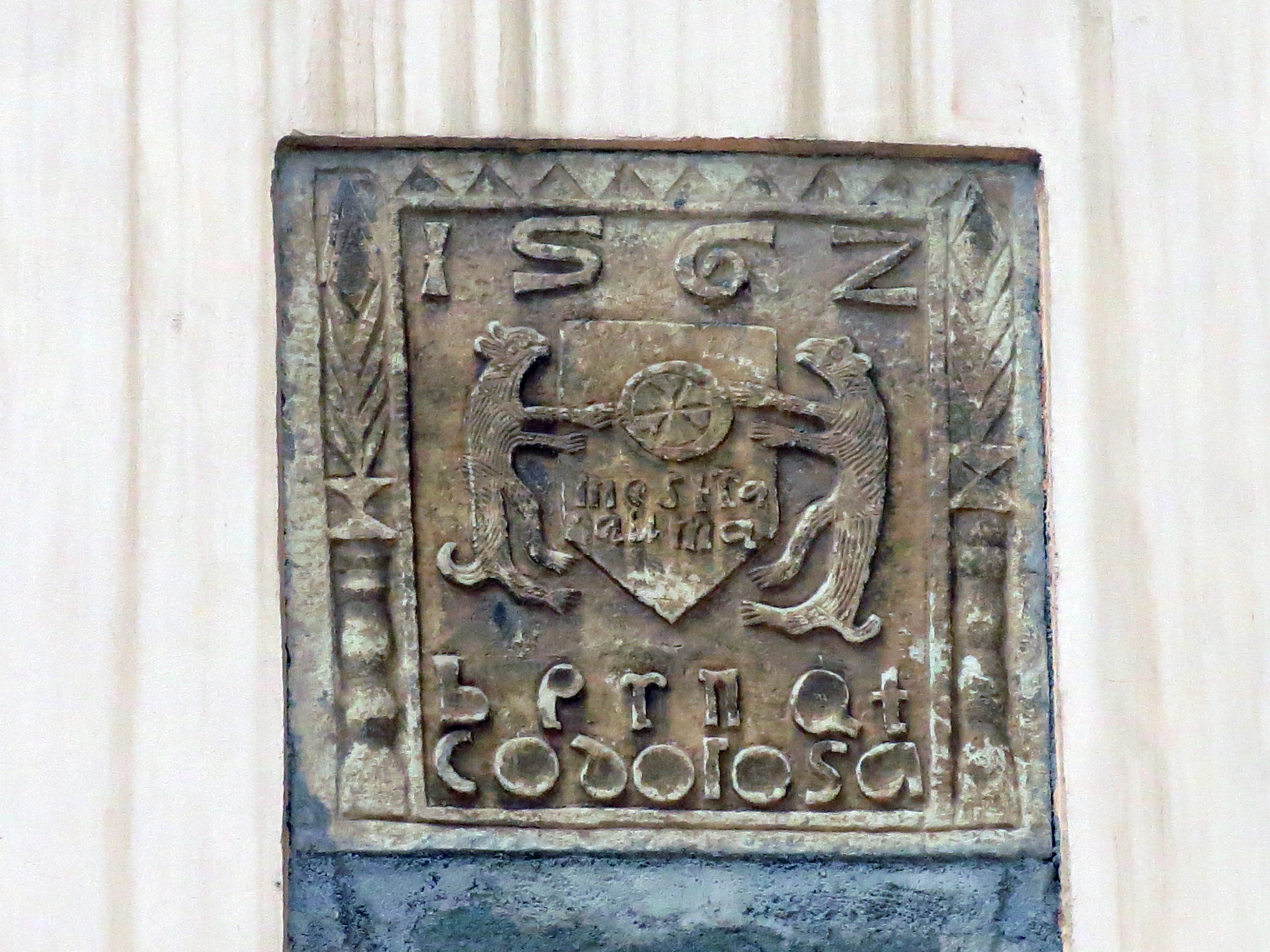
Escut dels Codolosa, sobre el portal

Sobre la clau del portal adovellat, situat a la paret mitgera que separa la casa Codolosa i la casa Bofill, hi ha l'escut de la família Codolosa, que consta de gules, un besant d'or carregat d'una flor de lis i quatre besants més petits carregats d'un estel. A banda i banda de l'escut s'hi troba un animal rampant, a la part superior hi figura la data "1562" i a la inferior, la inscripció "bernat codolosa".

## Història
La família de Codolosa és d'antiga tradició. El seu cap, que va ser nomenat "Senyor" al segle xiv, exercia la batllia o administració particular de la casa de Cabrera i era administrador del municipi. Durant els bons temps de la pararia es dedicava a vendre productes torellonecs, per això se l'anomenava també mercader. Entre els distints honors que posseeix aquesta casa s'hi ha d'incloure, al segle xvi, el molí del Ges, tocant a les Palanques. A mitjans del segle xvii s'entronca amb la casa Vinyes, condecorada amb el primer càrrec polític del terme. L'historiador local, Fortià Solà, segueix la genealogia de la família des del 1212 fins al 1644, quan Caterina Codolosa es casa amb Geroni Vinyes.